# Schopfenspitz
Schopfenspitz är en bergstopp i Schweiz.   Den ligger i distriktet Gruyère och kantonen Fribourg, i den sydvästra delen av landet, 40 km söder om huvudstaden Bern. Toppen på Schopfenspitz är 2 104 meter över havet, eller 598 meter över den omgivande terrängen. Bredden vid basen är 6,9 km.
Terrängen runt Schopfenspitz är kuperad norrut, men söderut är den bergig. Närmaste större samhälle är Bulle, 14,8 km väster om Schopfenspitz. 
I omgivningarna runt Schopfenspitz växer i huvudsak blandskog. Runt Schopfenspitz är det ganska glesbefolkat, med 29 invånare per kvadratkilometer.